# Дружок (фильм)
«Дружок» — советский художественный фильм, поставленный в 1958 году режиссёром Виктором Эйсымонтом по мотивам рассказов Николая Носова «Мишкина каша» (1938) и «Дружок» (1947).

## Сюжет
В фильме рассказывается о весёлых приключениях двух неразлучных друзей — Миши и Коли, которые однажды в летнее время остались на своей даче без взрослых. С ними были только маленькая девочка Майка и приятель друзей — лохматый, верный и терпеливый пёс по кличке Дружок. Он сыграл немалую роль в больших приключениях неразлучных друзей.

## В ролях
- Виктор Коваль — Миша Козлов
- Анатолий Птичкин — Коля
- Ольга Эсальнек — Майка
- Марина Орданская — Леночка
- Зоя Фёдорова — тётя Наташа
- Фёдор Никитин — Фёдор Михайлович, учитель литературы
- Александра Денисова — бабушка, потерявшая чемодан
- Любовь Студнева — тётя Надя
- Агрий Аугшкап — дядя Лёня
- Георгий Гумилевский — дед с мешком, потерявший ящик с гвоздями
- Александра Попова — мать Миши Козлова
- Сергей Троицкий — мужик с гусём
- Сергей Филиппов — Петухов, жулик
- Софья Беляева — эпизод

## Съёмочная группа
- Автор сценария: Николай Носов
- Режиссёр: Виктор Эйсымонт
- Операторы:
  - Инна Зарафьян
  - Борис Монастырский
- Художник: Константин Урбетис
- Композитор: Лев Шварц

## Технические данные
- Производство: Киностудия им. М. Горького
- Художественный фильм, односерийный, телевизионный, цветной
- Возраст: 0+ (для любой зрительской аудитории)

## Производство
Фильм снимался в двух вариантах — плоскостном и стереоскопическом.
Съёмки проходили в Киеве и его окрестностях.

## Награды
Фильм Виктора Эйсымонта «Дружок» получил Премию за лучший детский фильм в категории «для детей старше 7 лет» Венецианского кинофестиваля в 1958 году.